# Куттер, Вильгельм
Вильгельм Рудольф Куттер (нем. Wilhelm Rudolf Kutter; 23 августа 1818, Равенсбург, Вюртемберг, — 6 мая 1888, Берн, Швейцария) — швейцарский инженер.
В 37 лет был секретарём строительного управления в кантоне Берна, работал вместе с Гангилье над выведением точной формулы быстроты воды в разного рода руслах, которая находила применение в водяных сооружениях. Работал и над практическими вопросами, например о регуляции юрских вод. Вместе с Гангилье составил: «Versuch zur Aufstellung einer neuen allgemeinen Formel für die gleichförmige Bewegung des Wassers in Kanälen und Flüssen» (Берн, 1877). Кроме множества статей, рассеянных в специальных журналах опубликовал «Die neuen Formeln für die Bewegung des Wassers in Kanälen und regelmässigen Flusstecken» (2 изд., В., 1877).
Разработал совместно с Эмилем Гангийе эмпирическую формулу, позволяющую рассчитать скорость воды в канале с учётом сопротивления потока. Средняя скорость v выражается через гидравлический радиус R, уклон S и коэффициент c.
{\displaystyle v=c{\sqrt {RS}}},
откуда
{\displaystyle S={\frac {h}{L}}} при высоте падения h и длине L отдельного участка реки и
{\displaystyle c={\frac {a+{\frac {l}{n}}+{\frac {m}{S}}}{1+(a+{\frac {m}{S}}){\frac {n}{\sqrt {R}}}}}} с эмпирическими константами a, l и m и коэффициентом n, зависящим от шероховатости русла.
Для метрических расчётов константы имеют следующие значения: a = 23, l = 1,00 und m = 0.0155.
Коэффициент n принимает значения от 0,010 (для каналов с гладкими стенками) до 0,030 (для русел с грубыми наносами и водной растительностью).